# Francuski jezik
Francuski jezik (endonim: Français) romanski je jezik kojim se prvenstveno govori u Francuskoj i njezinim prekomorskim departmanima i teritorijima, u Belgiji (uz flamanski i njemački), Luksemburgu (uz luksemburški i njemački), Monaku i Švicarskoj (uz njemački, talijanski i retoromanski), u Kanadi (poglavito u pokrajini Québec) te u bivšim francuskim i belgijskim kolonijama. Zbog postojanja različitih standardnih inačica francuski jezik u sociolingvistici se klasificira kao policentrični standardni jezik. Njime se koristi 90 milijuna ljudi kao materinskim jezikom i preko 210 milijuna kao drugim jezikom. Stoga je sa sveukupno više od 300 milijuna frankofona 2018. godine po brojnosti govornika na petome mjestu u svijetu.

## Klasifikacija
Francuski je dio skupine romanskih jezika, grane italskih jezika koji su se razvili iz latinskoga. Uže pripada galoromanskim jezicima. Galoromanski se jezik u srednjem vijeku podijelio na langue d'oïl (oilski jezici) na sjeveru i langue d'oc na jugu. Imena su dobili prema potvrdnoj čestici ('da') koja se u francuskom od izvornog latinskog hoc ille, preko starofrancuskog o il, razvila su današnje oui.
Jedan od oilskih jezika bio je francijski ili francien (moderno ime) i govorio se u Île-de-France. Iz njega se razvila naddijalektalna koine, a iz nje moderni standardni francuski.

## Povijesni razvoj
Francuska povijest dijeli se više s obzirom na sociopolitičke nego jezične promjene na sljedeća razdoblja:
- galoromansko: od kraja 5. do sredine 9. stoljeća
- rano starofrancusko: od sredine 9. do 11. stoljeća
- kasno starofrancusko: od kraja 11. do početka 14. stoljeća
- srednjofrancusko: u 14., 15. i 16. stoljeću
- moderno francusko: od 17. stoljeća do danas.

### Rimsko razdoblje
Rimljani su teritorij današnje Francuske, Belgije, Njemačke sve do Rajne i Švicarske od Ženeve do Bodenskoga jezera uključivali u Transalpinsku Galiju (Gallia Transalpina), za razliku od Cispalpinske Galije (Gallia Cisalpina) u današnjoj sjevernoj Italiji.
So kraja drugog stoljeća prije Krista Rimljani su kontrolirali sredozemno područje od Alpa prvotno do Rone, a kasnije do Pireneja. Tuda su prolazile važne rimske ceste: Via Domitia i Via Aurelia. Područje je zvano Provincia Narbonensis, uglavnom jednostavno Provincia odakle dolazi moderno ime Provence.
Gale se u tom razdoblju mirno romaniziralo do Cezarove kampanje u Galiji kada je do 51. prije Krista uspješno pokorio Akvitance, Kelte i Belge. Po osvajanju latinizacija Galā dobila je na snazi.
Galski je opstao u Galiji do petog, moguće i do šestog, a po nekima i devetoga stoljeća, dok je grčki preživio do šestoga u kršćanskom bogoslužju. U ruralnim područjima izdržao je dulje negoli u gradovima. Galske posuđenice u francuski uglavnom su povezane s lokalnim i kućanskim pojmovima ukazujući na spor prodor latinskog u te domene: char 'kola', charrue 'plug', bouleau 'breza', chêne 'hrast', ruche 'košnica'...
Keltskog su podrijetla i imena mnogih mjesta od riječi -dunum ('planina', Verdun, Lyon), -duros ('tvrđava', Auxerre), briga ('tvrđava', Deneuvres, Denevre, Escaudoeuvres), magos ('polje', Caen, Rouen) te sufiksima -ācum (Aubigny, Clichy; na jugu je očuvano kao -ac: Armagnac, Cognac) i -oialum (Bailleul). Imena velikih francuskih rijeka također su često naslijeđena: Loire, Seine, Rhône, Allier, Saône...
Latinski je jezik kojim se govorilo u Galiji bio obilježen lokalnim oblicima i sam podijeljen u dijalekte. Važno je napomenuti da govoreni jezik u cijelome Carstvu postojao na spektru od finoga jezika književnosti (klasičnoga latinskog) do kolokvijalnih govora ranije zvanih vulgarnim latinitetom.

### Galoromanski jezik
Kako se Rimsko Carstvo polako raspadalo, tako su rubni teritoriji gubili latinski jezik. Germanska plemena probila su granice slabo čuvane Galije. Jugozapadom su prošli Vizigoti sa središtem u tadašnjem Toulouseu, Burgundi su zaposjeli dolinu rijeka Rhône i Saône, a Franci su u velikom broju zauzeli sjever: Artois, Pikardiju i današnju Belgiju. Potomci ovih Franaka proširili su vlast na čitavu Galiju. Jug je ostao više-manje rimski s rimskim zakonom i administracijom iako pod Germanima.
Franci ipak nisu bili potpuni barbari i poznavali su rimski način života, a kralj Klodvig pokrstio se 496. godine. U vrijeme merovinške dinastije koju je uspostavio Klodvig pojavila se ideja Franačkoga Kraljevstva (regnum Francorum, Francia). Karlo Veliki sljedeće, karolinške dinastije 732. osvojio je Akvitaniju i Provansu.
Franci nisu nametnuli Galorimljanima svoj jezik (osim u Flandriji i lijevo od Rajne gdje se i danas rabe germanski govori). Kako su se asimilirali, Franci su dali galoromanskim govorima mnoge riječi, često povezane s feudalizmom i srednjovjekovnim ratovanjem, ali i sasvim uobičajene riječi i apstraktne pojmove. Posuđivanjem riječi neki sufiksi prihvaćeni su za tvorbu novih riječi: franački sufiks -ing dao je starofrancuski -enc, a sufiksi -hart i -wait starofrancuske -art i -aut (moderni -ard i -aud). Posuđenice su dovele i nove glasove, tako da je /x/, prikazivano u pismu slovom h koje se u izvorno latinskim riječima više nije izgovaralo, opet pojavilo. Kasnije je opet nestalo ali ostavilo je traga u liaisonu (vidjeti poglavlje o fonologiji).
Neki smatraju da je kontakt s jezikom poprilično drukčije gramatike doprinio propadanju izvorne latinske morfologije.
Pisani je jezik ostao latinski, ali norme klasičnoga jezika zaboravljale su se u korist govorenih varijeteta. Neke promjene koje su se probile u pisani jezik iz govorenog uključuju: epentezu /i/ ispred /s/ na početku riječi kada slijedi drugi suglasnik (iscola, isprerare), sinkopu, posebno u proparoksitonama gdje iza naglašenog sloga dolaze dva kratka nenaglašena (positus > postus, dominus > domnus), gubitak završnih /k/ i /m/, palatalizaciju...
Kao izvori o jeziku ovoga doba služe glosari i tekstovi na latinskom u kojima se mogu naći tragovi govorenoga jezika. U poznatije izvore na vernakularu pripadaju Strazburške prisege (franc.: les serments de Strasbourg, oks.: los Sarments d'Estrasborg) iz 842. koje se smatraju prvim zapisima na francuskom (točna vremenska klasifikacija drži da je to kasni galoromanski, rani starofrancuski).
Najvažnije fonološke promjene koje je jezik prošao prije pojave prvih starofrancuskih tekstova uključuju potpunu sinkopu u proparoksitonama, gubitak završnog nenaglašenog samoglasnika i diftongizaciju naglašenih samoglasnika (postaju dvoglasi).

### Starofrancuski jezik
U vrijeme Prvoga križarskog rata 1095. južnjake se naziva Provansalcima s obzirom na to da su sjeverni i južni govori već bili različiti, termine lingua d'oïl i lingua d'oc spominje se tek 1291., a kasnije ih rabi i Dante. Čini se da su imena postojala i ranije.
Treba napomenuti da granice jezika i dijalekata nisu čiste i postoji puno prijelaznih oblika. Znanstvenici dogovorno uzimaju retenciju (očuvanje) naglašenog /a/ u svim pozicijama kao obilježje okcitanskog. U oilskim jezicima ono postaje /ɛ/ ili /e/ u mnogim slučajevima: latinski mātrem postaje francuski mère /mɛʁ/, a cantāre daje moderno chanter /ʃɑ̃.te/.
Poseban su slučaj govori frankoprovansalskog koji su odvojeni od obiju grupa.
Utjecaj na ovu podjelu neki pripisuju galskomu supstratu (jezik pokorenih Galā), a drugi germanskomu superstratu (jeziku Germanskih napadača). Ipak, velike promjene na sjeveru uzrokovane su dobrim dijelom njegovom odvojenošću od ostatka rimskoga svijeta, a potom germanskim migracijama.
Do 12. stoljeća počinje se pojavljivati veći broj djela pisanih vernakularnim jezikom, to jest raznim oilskim jezicima. Roger Bacon u 1260-ima razlikuje četiri inačice oilskoga: pikardijski, normanski, burgundski i pariški.
Na sjeverozapadu je u upotrebi pikardijski, u Engleskoj anglonormanski francuski, a u Île-de-France rabio se francijski (francien). Pikardijski, normanski i šampanjski razvili su književne jezike još u 11. i 12. stoljeću. Francijski se počeo zapisivati u 13. stoljeću, ali na ostale je dijalekte utjecao i stoljeće ranije iako su drugi bili prestižniji. Od dvanaestoga stoljeća nadalje od njega će se, uz dodatke iz drugih dijalekata, razvijati moderni standardni francuski.
U vrijeme starofrancuskog oblikovan je sustav s dvama padežima (nominativom koji se upotrebljavao samo za subjekt glagola i akuzativom koji se rabio za sve ostalo), dvama brojevima (jednina i množina) te trima deklinacijama.
U trinaestome stoljeću nastali su /j/, /w/ i /ɥ/ koji i danas postoje, a originalni /t͡s/, /t͡ʃ/, /d͡z/, /d͡ʒ/ postali su /s/, /z/, /ʃ/, /ʒ/.

### Srednjofrancuski jezik
Srednjofrancuski jezik odnosi se na razdoblje od sredine 14. do 17. stoljeća, otprilike označeno početkom Stogodišnjeg rata 1337. i krajem Francuskih religioznih ratova 1598. godine. Označuje razdoblje kada je francuski prošao kroz mnoge promjene postajući jasno odijeljen standard.
U 14. i 15. stoljeću jedinstveni pisani i književni jezik na osnovici francijskog širio se Francuskom te polako istiskivao lokalne govore kako se širila moć francuskih kraljeva.
Naredbom Villers-Cotterêtsa iz 15. kolovoza 1539. kralja Françoisa I. francuski je uspostavljen kao jedini službeni jezik u administrativnim dokumentima kako bi se olakšala komunikacija. Iako u početku samo u administraciji, u kasnome srednjovjekovlju francuski se izdvojio kao jezik edukacije od uspostave Collège de France 1530. godine.
U vrijeme srednjofrancuskog nestao je sustav dvaju padeža, a fonologiju je označilo pojednostavljenje starih dvoglasa. U ovo vrijeme dogodile su se mnoge promjene koje su označile moderni jezik.

### Moderni francuski
Francuski je počeo zamjenjivati lokalne dijalekte i s vremenom se istaknuo kao pravilan jezik. U 17. i 18. proširio se europskim plemstvom i građanstvom kao jezik kulture, a prestižan status jezika diplomacije ostat će mu do Drugoga svjetskog rata.
U 17. i 18. stoljeću još je bio rezerviran za elitu (te stanovnike Pariza i okolice koji opet nisu govorili standardnim čistim jezikom). Većina države bila je ruralna živeći u malenim zajednicama koje nisu bile u prevelikom kontaktu s ostatkom svijeta. Jezik se polako širio iz viših slojeva u niže, prvo među pripadnicima viših klasa koji su željeli biti poput pariške elite. Ipak, tek je u 19. stoljeću uspostavljen u čitavoj Francuskoj.

### Kolonijalno širenje
Francusko Kolonijalno Carstvo nastajalo je od 17. stoljeća (to jest od otkrićā u 16. stoljeću), a raspalo se do kraja 20. stoljeća. Prostiralo se dobrim dijelom sjevera i zapada Afrike, Oceanijom i Indijskim Oceanom.
Naredba Villers-Cotterêtsa vrijedila je za sve posjede Francuske, pa tako i za kolonije, a prvi dokaz širenja naredbe u afričkim kolonijama jest iz 1826. godine pri uspostavljanju djevojačke škole u Saint-Louisu u Senegalu.
Uporaba afričkih lokalnih jezika bila je zabranjena u školstvu i administraciji jer su sprečavali kulturnu asimilaciju afričke populacije u francusku.

### Moderni status
Iako je drugi po broju govornika među romanskim jezicima (iza španjolskog), francuski jezik je i dalje, geopolitički gledano, jedan od najznačajnijih jezika. I dok je još u 19. stoljeću (i na početku 20. stoljeća) uživao status glavnog svjetskog jezika, tijekom 20. stoljeća francuski je drastično izgubio na važnosti, do te razine da ga se katkada zna svoditi samo na jezik kulture i diplomacije.
Međutim, osnivanjem i djelovanjem Međunarodne organizacije Frankofonije (L'Organisation Internationale de la Francophonie) (kraće: Frankofonija ili la Francophonie), različitim vrstama suradnje Francuske i Belgije s bivšim kolonijama, promoviranjem francuskoga u svijetu, te prije svega brzim demografskim rastom velikog broja zemalja članica Frankofonije i opismenjivanjem stanovništva u istima (pretežno onima smještenima u Africi; poglavito zemlje Magreba, ali i druge, u kojima je francuski obično jedan od službenih jezika) trend stagnacije francuskog je zaustavljen, pa se u posljednjih par desetljeća mogu primijetiti posve drukčija kretanja.
Prema podatcima iz 2022. godine, francuski jezik uči 132 milijuna ljudi u svijetu.
Prema OIF-u, francuskim jezikom je 2022. godine u svijetu govorilo oko 321 milijun ljudi. Od toga ga oko 255 milijuna koristi kao jezik svakodnevice. Od toga broja 47,4 % se odnosi na supsaharsku Afriku, 31,2 % na Europu, 14,6 % na Sjevernu Afriku i Bliski Istok, 6,6 % na Sjevernu i Južnu Ameriku te Karibe, a 0,3 % na Aziju (bez Bliskog Istoka) i Oceaniju.

## Rasprostranjenost
Francuski je službenim jezik 39 zemalja, a njime se govori u još njih osam. Izvor mu je Europa (Francuska, Švicarska, Belgija, Luksemburg, Monako) i raznim državama koje su bile dio njezina kolonijalnoga carstva u Americi (Kanada), Africi (DR Kongo, Kamerun, Mali, Madagaskar, Togo, Obala Bjelokosti, Srednjoafrička Republika, Niger...), Oceaniji (Francuska Polinezija, Nova Kaledonija, Vanuatu...), Karibima (Haiti, Martinik, Djevičanski Otoci....) te Indijskome Oceanu (Mauricijus, Sejšeli...).

### Francuska
U Francuskoj je uglavnom zamijenio lokalne oilske jezike u sjevernoj i središnjoj Francuskoj, a na jugu je smanjio pojavnost oksitanskog.
Jules Ferry uspostavio je 1882. besplatno sekularno obrazovanje u Francuskoj usto zabranjujući uporabu lokalnih jezika u školstvu. Zbog unitarističke politike dugo nijedan jezik nije imao status u francuskome školstvu i upravi.
Od druge polovice 20. stoljeća Francuska se polako otvara lokalnim jezicima. Godine 1951. katalog ozakonjenih malih jezika sastojao se od četiriju jezika (bretonskog, baskijskog, katalonskog i okcitanskog), a 1974. dodan je korzički. Tahićanski je ušao 1981., a 1994. i alzaški. Te godine popis je uključivao 11 jezika, s tim da se pod créole podrazumijeva više kreolskih jezika, to su bili: bretonski, baskijski, katalonski, okcitanski, tahićanski, alzaški, kreolski, flamanski, gallo, pikardski i poatevenski. Danas se na tome popisu nalazi i frankoprovansalski te razni oilski jezici. Godine 2008. ovi su jezici upisani u ustav.
Govornici oilskih jezika, ali i dijalekata francuskoga, ipak su još uvijek izloženi stigmatizaciji i neprihvaćanju. Sudbina mnogih regionalnih i imigrantskih jezika vrlo je nesigurna, a tolerira ih se samo u specifičnim uvjetima. Francuska je još uvijek, unatoč nekim promjenama, jedna od u jezičnome smislu najcentraliziraniji država svijeta.

### Amerika
U Kanadi je, uz engleski, francuski ravnopravan službeni jezik. Svaki stanovnik ima pravo na njemu dobiti informacije u svim državnim tijelima te njime komunicirati. Osim toga, posebna inačica francuskoga razvila u Louisiani u SAD-u.
Akadijski francuski rabi se u kanadskim atlantskim provincijama, a manje u Québecu i Maineu (SAD). Kebečki (kvebečki) francuski rabi se u Québecu, a od pariškoga francuskog divergira od 18. stoljeća zbog izolacije i utjecaja engleskoga. U svakodnevnoj je uporabi u više od četiri petine populacije Québeca.
U južnoj Louisiani upotrebljava se kajunski francuski gdje su ga doveli francuski i akadijski doseljenici.

### Afrika
- Abidjanski francuski (Obala Bjelokosti)
- Magrepski francuski (Sjeverna Afrika)

### Azija i Oceanija
- Indijski francuski (Indija)
- Kambodžanski francuski (Kambodža)
- Laoski francuski (Laos)
- Novokaledonijski francuski (Nova Kaledonija)
- Vijetnamski francuski (Vijetnam)

## Kreolski jezici
Na francuskome se jeziku temelji mnogo kreolskih jezika zbog njegove kolonijalne povijesti. Uglavnom su nastali između 16. i 19. stoljeća u francuskim kolonijama gdje su u kontakt došli francuski jezik te raznoliki jezici robova i, rijetko, domaćih populacija. Leksik im je uglavnom francuskoga podrijetla, ali fonologija i gramatika temelje se i na francuskome i na jezicima izvornih robova.
Primjeri su antilski kreolski (na Malim Antilima), haićanski kreolski (na Haitiju), karipunski (u Brazilu), mauricijski kreolski (na Mauricijusu), michif (u središnjoj Kanadi), luizijanski kreolski (u saveznoj državi Louisiani), reunionski kreolski (na Réunionu), sejšelski kreolski (na Sejšelima) i Tay Boi ili Tây Bồi (u Vijetnamu) te drugi.
Radi se o odvojenim jezicima koje ne treba miješati s varijantama francuskoga jezika: kreolski su jezici izdvojeni od francuskoga svojom fonologijom, gramatikom i leksikom.

## Fonologija
Francuski jezik poznat je po nazalnim samoglasnicima i guturalnome r. Za francuski su također specifični procesi liaison i enchaînement koji se pojavljuju u izgovoru.

### Konsonanti
██ neuobičajeno
██ samo u govoru nekih obrazovanih
██ često u govoru obrazovanih
██ većinom
Ovdje je tablica svih konsonantskih fonema francuskoga s vrijednostima IPA-e:
|             |          | Labijalni | Dentalni/ Alveolarni | Postalveolarni | Palatalni | Velarni i uvularni |
| ----------- | -------- | --------- | -------------------- | -------------- | --------- | ------------------ |
| Nazali      | Nazali   | m         | n                    |                | ɲ         | (ŋ)                |
| Ploziv      | bezvučni | p         | t                    |                |           | k                  |
| Ploziv      | zvučni   | b         | d                    |                |           | g                  |
| Frikativ    | bezvučni | f         | s                    | ʃ              |           |                    |
| Frikativ    | zvučni   | v         | z                    | ʒ              |           | ʁ                  |
| Aproksimant | ostali   |           | l                    |                | j         | ʁ                  |
| Aproksimant | labijal. |           |                      |                | ɥ         | w                  |

Napomene:
- trenutačan je trend u francuskome da se /ɲ/ počinje izgovarati kao [nj][26]
- glas /ŋ/ ne pojavljuje se u izvorno francuskim riječima, nego u posuđenicama kao što su camping, kung-fu, smoking;[27] neki govornici izgovaraju ga kao skup [ŋg] ili ga zamijene glasom /ɲ/[28], može se smatrati posebnim fonemom u meridionalskome francuskom (govoru Marseillea, Avignona i Toulousea), primjerice pain /pɛŋ/ 'kruh' i penne /pɛn/ '(veliko) pero'
- aproksimanti /j, ɥ, w/ odgovaraju zatvorenim vokalima /i, y, u/: iako postoje neki minimalni parovi (kao što su loua /lua/ 'posudio/la je' i loi /lwa/ 'zakon'), u većini slučajeva u slobodnoj su varijaciji[29]
- u belgijskome francuskom može se dogoditi da se /ɥ/ pomiješa s /w/ ili /y/[nedostaje izvor]
- neki dijalekti zadržavaju palatalni lateral /ʎ/ (slično hrvatskom lj), ali u modernome standardu izjednačio se sa /j/[30][31]
- francuski glas r ima mnogo različitih načina na koje se može izgovarati: uvularni frikativ [ʁ] ili aproksimant [ʁ̞], uvularni vibrant [ʀ], alveolarni vibrant [r] ili alveolarni dotačnik [ɾ]; sve ih se prepoznaje kao fonem /r/,[32] ali [r] i [ɾ] postoje tek dijalektalno; najčešći je izgovor [ʁ] koji onda ima i bezvučni alofon [χ] uz bezvučne konsonante
- velari /k/ i /ɡ/ mogu biti palatalizirani u [kʲ⁓c] i [ɡʲ⁓ɟ] pred /i, e, ɛ/, a s većim varijacijama među govornicima pred /a/,[33] glas /k/ na kraju riječi može se također palatalizirati u [kʲ];[19] tradicionalno se palatalizacija povezuje s radničkom klasom,[34] ali novije studije pokazuju njezino širenje zajednicama velikih gradova[19]

### Vokali
Francuski je poznat po veliku broju vokalskih fonema, ovdje su prikazani u dvjema tablicama: jednoj za oralne (one koji se izgovaraju tako da zrak izlazi samo kroz usta) i nazalne (kod kojih zrak prolazi i kroz nos).
|               | Prednji   | Prednji | Srednji | Stražnji |
| nezaobljeni   | zaobljeni |         | Srednji | Stražnji |
| ------------- | --------- | ------- | ------- | -------- |
| Zatvoreni     | i         | y       |         | u        |
| Poluzatvoreni | e         | ø       | ə       | o        |
| Poluotvoreni  | ɛ (ɛː)    | œ       | ə       | ɔ        |
| Otvoreni      | a         |         |         | (ɑ)      |

|              | Prednji   | Prednji | Stražnji |
| nezaobljeni  | zaobljeni |         | Stražnji |
| ------------ | --------- | ------- | -------- |
| Poluotvoreni | ɛ̃         | (œ̃)     | ɔ̃        |
| Otvoreni     |           |         | ɑ̃        |

Dok neki dijalekti razlikuju dugo /ɛː/ i kratko /ɛ/ te prednje /a/ i stražnje /ɑ/, ove razlike izgubile su se u pariškome francuskom gdje ostaju samo /ɛ/ i /a/ koje se izgovara srednje, kao [ä]. Neki dijalekti također čuvaju /œ̃/, ali u pariškome se ono izjednačilo sa /ɛ̃/.
Tablice zahtijevaju dodatne komentare:
- u europskome francuskom /ə/, iako je fonološki (dakle u umovima govornika) još uvijek odvojen glas, u izgovoru je najčešće kvalitativno jednak /ø/ ili /œ/.[35]
- u Europi /i, u/ zatvoreni su glasovi,[29] a /y/ se ponekad opisuje kao zatvoreno [y],[29] a ponekad kao gotovo zatvoreno [ʏ][36]
- /i, y, u/ postaju /j, ɥ, w/ pred drugim vokalima osim ako prije njih ne stoji skup dvaju konsonanata od kojih je drugi aproksimant

- poluotvoreni i poluzatvoreni vokali ne razlikuju se u svim kontekstima: /e, ø, o/ pojavljuju se u otvorenim, a /ɛ, œ, ɔ/ u zatvorenim (onim koji završavaju konsonantom); ipak ova pravila ne vrijede uvijek:
  - allait [alɛ] i allé [ale]
  - jeune [ʒœn] i jeûne [ʒøn]
  - roc [ʁɔk] i rauque [ʁok]
- kada se izgovara, većina govornika glas šva (/ə/) izgovara kao [œ][37] ili [ɵ][38] (mišljenja istraživača razilaze se), Kibbee & Jenkins (2006.) navode da se pred zatvorenim vokalima, glasovima /j, ɥ, w/ i u naglašenoj poziciji miješa sa /ø/:[39] netteté /nɛtəte/ > [nɛ.tø.te]; atelier /atəlje/ > [a.tø.lje]; dis-le! /di lə/ > [di.ˈlø], a u ostalim situacijama sa /œ/; u izgovoru se gubi kada pred jednim suglasnikom: appeler /apəle/ > [ap.le] i kada na kraju riječi: porte /pɔʁtə/ > [pɔʁt] (u nekim se slučajevima ipak nužno izgovara ili ga je moguće izgovoriti opcionalno).

#### Duljina
Osim razlike između /ɛ/ and /ɛː/ koju neki govornici još poznaju, kao u riječima mettre [mɛtʁ] i maître [mɛːtʁ], razlika u duljini vokala ne postoji kao dio fonologije francuskog. Ipak, u nekim se situacijama vokali alofonično dulje:
- /o, ø, ɑ/ i svi nazalizirani vokali dulje se pred bilo kojim konsonantom: pâte [pɑːt], chante [ʃɑ̃ːt] ('sings')
- svi su vokali dugi pred zvučnim frikativom: /v, z, ʒ, ʁ/ (kada ne slijedi drugi zvučni frikativ) i pred skupom /vʁ/: mère [mɛːʁ], crise [kʁiːz], livre [liːvʁ].[40][41]

#### Naglasak
Naglasak u francuskom uvijek pada na posljednji puni slog riječi (svaki slog koji kao samoglasnik nema glas šva). Jednosložne riječi koje imaju samo šva (ce, de, que...) uglavnom su klitike (naslanjaju se na druge riječi), ali mogu primiti naglasak.
Riječi mogu izgubiti naglasak kada su dio fraze, obično samo zadnja riječ fraze dobiva naglasak. Francuski se tako odupire slijedu dvaju naglasaka. Svaka jedinica koja dolazi pred jednosložnu jedinicu gubi naglasak: une position clé 'bitan položaj' ima naglasak samo na riječi clé. Svaki slijed gramatički uže povezanih riječi dijeli naglasak tako da se rečenica kao što je vous avez assez de temps 'imate dosta vremena' izgovara kao jedna cjelina s naglaskom na posljednjem dijelu cjeline.
Ipak, ne mogu sve jedinice francuskoga jezika biti naglasonosne. Primjerice, rečenica vous tournez le coin de la rue 'skrenete iza ugla' može imati samo jedan naglasak na riječi rue, ali vrlo lako i tri: [vous tournez] [le coin] [de la rue]. Nikako nije moguće da ima više od tri naglaska jer naglasak neće doći na subjektnu zamjenicu ili na prijedloge (osim ako su duži kao što je derrière) i članove. Stoga se može reći da tri spomenute cjeline ove rečenice predstavljaju virtualne naglasne cjeline čiji se naglasak u iskazu nužno ne ostvaruje.

### Pismo i izgovor
Ovdje je prikazan popis svih fonema francuskoga jezika u IPA-i, potom su prikazani najčešći naćini na koji su ti glasovi prikazani francuskom grafijom (iako postoje neki rjeđi, a oni navedeni u tablici ponegdje se izgovaraju drukčije). Posljednji je red opis izgovora na temelju hrvatskoga jezika.
| IPA       | Francuska grafija | Bilješke | Približan izgovor |
| --------- | ----------------- | --- | --- |
| a         | a, à              | | hrvatsko a |
| ⁠ɑ         | â                 | | hrvatsko a, ali stražnje |
| e         | æ                 | u latinizmima | hrvatsko e, ponešto više |
| ⁠ɛ⁠         | ai                | | poput hrvatskog e, ali jezik je položen nešto niže |
| a.i       | aï                | dva odvojena glasa | hrvatski a i nakon toga i |
| o/ɔ       | au                | inače /o/; /ɔ/ samo pred r | poput hrvatskog o, ali jezik je položen nešto više; poput hrvatskog o, ali nešto niže položen jezik                                                                |
| ɑ̃         | an, am            | pred suglasnicima | kao /⁠ɑ⁠/, ali nazalno |
| ɛ̃         | ain, aim          | pred suglasnicima i na kraju riječi | kao /ɛ/, ali nazalno |
| b         | b                 | | hrvatsko b |
| s/k       | c                 | /s/ pred e, i, y; /k/ pred a, o, u | hrvatski s i k |
| s         | ç                 | /s/ pred a, o, u | hrvatsko s |
| ʃ⁠         | ch                | | hrvatsko š |
| ⁠ɛ/⁠e⁠/ə     | e                 | /ɛ/ pred više suglasnika, x ili jednim završnim suglasnikom (koji se izgovara zadnji), pred neizgovorenim završnim t; /e/ pred ostalim neizgovorenim suglasnicima /ə/ u ostalim situacijama ili neizgovoren | poput hrvatskog e, ali jezik je položen nešto niže; poput hrvatskog e, ali jezik je položen nešto više; poput glasa prije r u prst                                 |
| ⁠e⁠         | é                 | | poput hrvatskog e, ali jezik je položen nešto više |
| ɛ         | è                 | | poput hrvatskog e, ali jezik je položen nešto niže |
| ɛː/e      | ê                 | /ɛː/ u zadnjem (izgovorenom) ili zatvorenom slogu; /e/ ili /ɛː/ inače | poput hrvatskog e, ali jezik je položen nešto više; poput hrvatskog e, ali jezik je položen nešto niže i duže se izgovara                                          |
| o         | eau               | | poput hrvatskog o, ali jezik je položen nešto više |
| ɑ̃/ɛ̃       | en, em, ein, eim  | /ɑ̃/ pred suglasnikom i na kraju riječi; /ɛ̃/ pred suglasnikom ili na kraju riječi nakon é, i ili y | kao /⁠ɑ⁠/, ali nazalno; kao /ɛ/, ali nazalno |
| ø/œ⁠       | eu                | /ø⁠/ na početku riječi, na kraju ili pred /z/ (u govoru); /œ⁠/ drugdje | izgovara se kao hrvatsko e s nešto više položenim jezikom i zaobljenim usnama, kao o; poput hrvatskog e s nešto niže položenim jezikom i zaobljenim usnama kao u o |
| ø         | eû                | | izgovara se kao hrvatsko e s nešto više položenim jezikom i zaobljenim usnama, kao o                                                                               |
| œ̃         | eun, eum          | pred suglasnicima i na kraju riječi | kao /œ/, ali nazalno |
| f         | f                 | | hrvatsko f |
| ʒ/ɡ       | g                 | /ʒ/ pred e, i, y; /ɡ/ pred a, o, u | hrvatsko ž; hrvatsko g |
| g         | gu                | obično /g/ pred e, i, y | hrvatsko g |
| Ø         | h                 | ne izgovara se | ne izgovara se |
| i         | i                 | | hrvatsko i |
| ɛ̃         | im, im            | pred suglasnicima i na kraju riječi | kao /ɛ/, ali nazalno |
| j/ij      | ill               | /j/ nakon drugih samoglasnika /ij/ nakon suglasnika | hrvatsko j; hrvatsko ij |
| ʒ         | j                 | | hrvatsko ž |
| k         | k                 | rijetko | hrvatsko k |
| l         | l                 | | hrvatsko l |
| m         | m                 | /m/ osim kada slijedi iza samoglasnika, a za njim dolazi suglasnik ili kraj riječi, tada se kombinacija izgovara kao nazalizirani samoglasnik                                                               | hrvatsko m |
| n         | n                 | /n/ osim kada slijedi iza samoglasnika, a za njim dolazi suglasnik ili kraj riječi, tada se kombinacija izgovara kao nazalizirani samoglasnik                                                               | hrvatsko n |
| o/ɔ       | o                 | /o/ na kraju riječi i pred /z/ (u izgovoru, ne pismu); /ɔ/ drugdje | hrvatsko o s nešto više položenim jezikom; poput hrvatskog o, ali nešto niže položen jezik                                                                         |
| o         | ô                 | | hrvatsko o s nešto više položenim jezikom |
| ɔ̃⁠         | on, om            | pred suglasnicima i na kraju riječi | kao /ɔ⁠/, ali nazalno |
| œ         | œ                 | | poput hrvatskog e s nešto niže položenim jezikom i zaobljenim usnama kao u o                                                                                       |
| ø/œ       | œu                | /ø/ na kraju riječi (u izgovoru); /œ/ drugdje | izgovara se kao hrvatsko e s nešto više položenim jezikom i zaobljenim usnama, kao o; poput hrvatskog e s nešto niže položenim jezikom i zaobljenim usnama kao u o |
| wa        | oi                | | englesko w i hrvatsko a |
| wɛ̃        | oin               | | englesko w i već opisano /ɛ̃/ |
| u         | ou                | | hrvatsko u |
| p         | p                 | | hrvatsko p |
| f         | ph                | | hrvatsko f |
| k         | qu                | | hrvatsko k |
| ʁ         | r                 | ne izgovara se u nastavku za infinitiv i još nekim riječima | točan izgovor ovisi o govorniku, uglavnom guturalno |
| s/z       | s                 | /z/ između samoglasnika; /s/ drugdje | hrvatsko z; hrvatsko s |
| t         | t                 | | hrvatsko t |
| tj/sj/ti  | ti                | /tj/ nakon /s/ ili na početku riječi kada slijedi samoglasnik; /sj/ drugdje kada slijedi samoglasnik; /ti/ kada ne slijedi samoglasnik                                                                      | hrvatsko t + j; hrvatsko s + j; hrvatsko t + i |
| y         | u                 | | poput njemačkog ü, izgovara se kao i sa zaobljenim usnama kao u u                                                                                                  |
| œ̃/ɛ̃       | un, um            | pred suglasnicima i na kraju riječi | kao /œ/, ali nazalno; kao /ɛ/, ali nazalno |
| v         | v                 | | slično hrvatskom v, ali bliže hrvatskom f u šef ga... |
| ks/gz/s/z | x                 | /ks/ moguće između samoglasnika i na početku riječi; /gz/ moguće između samoglasnika i na početku riječi; /s, z/ moguće samo u sredini riječi                                                               | slično hrvatsko k + s; hrvatsko g + z; hrvatsko s; hrvatsko z |
| i         | y                 | | hrvatsko i |
| z         | z                 | | hrvatsko z |

#### Ostala pravila izgovora
Osim ove tablice, francuski poznaje još neka osnovna pravila izgovora.

##### Početak riječi
Iako se slovo h nikad ne izgovara na početku riječi, zbog razloga povezanih s poviješću jezika francuski razlikuje dva različita h: izvorno h opstalo tradicijom od latinskoga (h muet) i h zvano h aspiré koje se tek u 16. stoljeću izgubilo u izgovoru. H aspiré utječe na izgovor i danas:
- određeni član pred h aspiré ponaša se kao pred ostalim suglasnicima bez kraćenja (bar u standardu): le haricot 'grah' i la haine 'mržnja', pred izvorno latinskim h krati se: l'horreur 'horor, strah'
- pred njim se ne događa liaison, primjerice ils haïssent 'oni mrze' ne izgovara se /ilz‿a.is/, kako bi se izgovaralo da je to izvorno latinsko h, nego /il‿a.is/
- pred izvornim h liaison se događa: deux [dø] 'dva', ali deux heures [døˈzœʁ] 'dva sata' (usporediti s deux haricots [dø aʁiˈko] 'dva graha')

Ipak, postoje situacije gdje se liaison može, ali ne mora provesti, to jest oboje je moguće.

##### Suglasnici kraja riječi
Ako je završni suglasnik t, d, p, s, x ili skup -nt (u trećem licu množine), najčešće se ne izgovara. Suglasnik koji se pred njim nalazi također se ne izgovara ako je p, t, c, k, b ili d. Suglasnici b, c, q, k, r, f i l najčešće se izgovaraju.
- haut – [o] – 'visok'
- suis – [sɥi] – 'jesam; pratim; pratiš'
- peux – [pø] – 'mogu; možeš'
- Paris – [paʁi] – 'Pariz'
- Bordeaux – [bɔʁdo] – 'Bordeaux'
- donnent – [dɔn] – 'daju'
- attend – [atɑ̃] – 'čeka'
- Strasbourg – [stʁazbuʁ] – 'Strasbourg'
- rompt – [ʁɔ̃] – 'lomi'

U sljedećim je situacijama slovo r neizgovoreno:
- u infinitivima na -er kao što je donner 'dati'
- u imenima zanimanja na -er kao što je boulanger 'pekar'
- u muškim oblicima većine pridjeva na -er/-ère s iznimkom cher 'drag; skup' i fier 'ponosan' gdje se r izgovara.[45]

Nadalje, slovo z ne izgovara se na kraju riječi kao u assez 'dovoljno', chez 'pri' ili glagolskim oblicima na -ez.
Slovo l ne izgovara se na kraju riječi ako pred njim stoji i. Pridjevi na -ille u ženskome obliku u muškome imaju neizgovoreno l (gentil [ʒɑ̃ti] 'drag', ženski oblik gentille [ʒɑ̃tijə]). U liaisonu se vraća i izgovara [j] kao u ženskome obliku: gentilhomme [ʒɑ̃tijɔm] 'džentlmen'.
Rijetki skupovi suglasnika zapisuju se tek etimološki i ne izgovaraju se:
- le doigt – [ləˈdwa] – 'prst'
- les doigts – [leˈdwa] – 'prsti'

Nepravilno se suglasnik ne izgovara niti u:
- vainc – [vɛ̃] – 'pobijedi'
- assied [asje] 'sjeda'
- pied – [pje] – 'stopalo'
- poids – [pwa] – 'težina'
- clef – [kle] – 'ključ' (zbog toga često pisan clé)
- est – [⁠ɛ⁠] – 'jest'

te u mnogim drugim riječima.
Udvojeni suglasnici pojavljuju se u pisanome francuskom, ali tako se ne izgovaraju.

##### Liaison
U određenim skupinama riječi izgovaraju se neki inače neizgovoreni suglasnici na kraju riječi ako sljedeća riječ počinje samoglasnikom. Ova se promjena naziva liaison.
Primjerice, riječ deux 'dva' obično se izgovara [dø], ali pred riječima koje počinju samoglasnikom pojavljuje se suglasnik /z/: deux ans /døz‿ɑ̃/ (fonetski: [dø.zɑ̃]). Isto se događa pred h koje nije h aspiré.
Još je jedan primjer zamjenica vous 'vi' koja se inače izgovara [vu], ali 'vi ste', vous êtes, izgovara se [vuˈzɛːt].
Tu obvezatno pripadaju, među ostalim, sljedeće sveze:
- neodređeni član muškoga roda s pridjevima ili imenicama: un ami – [œ̃n‿ami] – 'jedan/neki prijatelj'
- određeni član u množini s pridjevom ili imenicom: les amis – [lezami] – 'prijatelji'
- glagoli u trećem licu s osobnom zamjenicom: est-il – [ɛt‿il] – 'je li'
- pridjev pred imenicom.

U načelu, liaison se uvijek može ostvariti osim pred interpunkcijskim znakovima ili iza infinitiva koji završavaju na -er i vjerojatno ne iza oznaka zanimanja koji završavaju na -er.
Hoće li se liaison pojaviti ovisi o gramatici, učestalosti kombinacije, prozodijskim uvjetima i tako dalje. Važni su i sociolingvistički uvjeti: nestandardni oblici rjeđe upotrebljavaju liaison.

##### Samoglasnici kraja riječi
Završno e uglavnom ostaje neizgovoreno. Suglasnik koji se nalazi pred njim izgovara se:
- haute – [ot] – 'visoka'
- vertes – [vɛʁt] – 'zelene'.

Ostali se samoglasnici najčešće izgovaraju.

##### Elizija
Završno e u jednosložnim gramatičkim riječima gubi se u određenim kombinacijama kada slijedi riječ koja počinje samoglasnikom. Primjerice, dobra je usporedba izgovora je dors [ʒə.dɔʁ] 'spavam' i j'arrive [ʒa.ʁiv] 'dolazim'.

##### Enchaînement
Enchaînement je fenomen sandhija gdje se riječi koje se u izgovoru nađu u govornome lancu povezuju i ulančavaju jedna s drugom u veće sastavne dijelove. U procesu enchaînementa završni suglasnici riječi (ponovno) se oblikuju u slog sa sljedećim početnim samoglasnicima riječi. Primjerice, rečenica cette histoire amusante et vrai (doslovce 'ova priča smiješna i istinita') trebala bi biti /sɛt istwaʁ amyzɑ̃t e vʁɛ/, ali zapravo se izgovara [sɛ.tis.twa.ʁa.my.zɑ̃.te.vʁɛ] gdje točke označuju granice slogova. Završni glas /t/ riječi cette postaje početni glas sljedeće riječi histoire.
Enchaînement je povezan s procesom liaisona.

## Gramatika
Francuski je poprilično pojednostavnio fleksiju latinskoga izgubivši i padežni sustav starofrancuskog, ali zato je razvio bogat sustav glagolskih oblika tvorenih pomoćnim glagolima te sustav članova kakav nije postojao u latinskome.
Riječi (classes des mots, parties du discours) dijele se na promjenjive (imenice, pridjeve, glagole, zamjenice i članove) te nepromjenjive (priloge, prijedloge, veznike i uzvike).
Uobičajen je red riječi subjekt – predikat – objekt, a atributivni pridjevi dolaze iza imenica na koje se odnose.

### Imenice i članovi
Imenice razlikuju dva roda (muški i ženski) i dva broja (jedninu i množinu).
Francuski više nema morfološki obilježene padeže kao što ih ima hrvatski. Opstala je tvorba množine upotrebom sufiksa -s (od latinskog akuzativa množine -as/-os/-es). Zbog čisto pravopisnih razloga u nekim slučajevima postaje -x. Sufiks se u modernome francuskom više ne izgovara osim u nekim slučajevima liaisona. Tako da se maison 'kuća' i maisons 'kuće' oboje izgovaraju kao /mɛ.zɔ̃/.
Postoji tek nekoliko slučajeva gdje je množina zapravo različita kao što su cheval /ʃə.val/ – chevaux /ʃə.vo/ 'konj, konji' ili œil /œj/ – yeux /jø/ 'oko, oči'.
Umjesto toga, množinu označuje promjena u članovima. Ovdje je naveden određeni član:
| Određeni član | Jednina          | Jednina            | Množina          | Množina            |
| Određeni član | pred suglasnikom | pred samoglasnikom | pred suglasnikom | pred samoglasnikom |
| ------------- | ---------------- | ------------------ | ---------------- | ------------------ |
| Muški rod     | le /lə/          | l' /l/             | les /le/         | les /lez/          |
| Ženski rod    | la /la/          | l' /l/             | les /le/         | les /lez/          |

Članovi (određeni, neodređeni i partitivni) i pokazne zamjenice jako su važne u modernome francuskom kao često jedini pokazatelji roda i broja. Za razliku od mnogih drugih jezika, određeni članovi često se upotrebljavaju kao neoznačeni nosioci tih informacija tako da je moguće da će u budućnosti određeni član postati uobičajen označitelj roda i broja, a pokazna zamjenica ce/cette/ces novi određeni član.

### Pridjevi
Francuski pridjevi razlikuju muški i ženski oblik s obzirom na imenicu koja slijedi. Obično se kaže da se ženski oblik pridjeva izvodi iz muškog dodatkom sufiksa -e kao u vert 'zelen' i verte 'zelena', ali u izgovoru se -e ne pojavljuje, umjesto toga razlika nastaje time što muški oblik obično nema posljednji suglasnik: vert /vɛʁ/ i verte /vɛʁt/. Također, pridjevi u ženskom rodu često imaju nazal na kraju koji u muškom daje nazalni samoglasnik: pein /plɛ̃/ 'pun' i peine /plɛn/ 'puna'. Postoje i druge razlike, kao u vif /vif/ 'živahan' i vive /viv/ 'živahna'.
Moglo bi se reći da, s modernoga gledišta, muški oblik nastaje od ženskoga gubitkom posljednjeg suglasnika, ali drugi pak smatraju da je jednostavno riječ o nepravilnim oblicima.
Pridjevi se također mijenjaju po broju kao i imenice.
Prilozi se tvore dodatkom sufiksa -ment (novi sufiks nastao od latinskoga mente, doslovce 'na _ pameti') na ženski oblik: vive > vivement /viv.mɑ̃/ 'živahno'.

### Glagoli
Glagoli po starijoj tradiciji poznaju četiri konjugacije s obzirom na završetak u infinitivu: -er, -ir, -re i -oir. Danas su -oir i -re konjugacije zatvorene (nove riječi ne mogu ući u njih), a -ir je također zatvorenija, dok većina novih riječi ulazi u -er konjugaciju. Nadalje, glagole s infinitivom na -ir može se podijeliti u tri potklase: one koje imaju sufiks -iss- u prezentskoj osnovi (većina), one koje nemaju i vrlo malu skupinu onih koji imaju prezent poput glagola na -er (samo glagoli ouvrir 'otvoriti' i couvrir 'pokriti' te njihove izvedenice).
Novije podjele poznaju tek tri konjugacije ili manje. Glagole -re i -oir konjugacijā smatra se nepravilnima. Tako se po novijoj tradiciji uzimaju tri grupe: glagole s nastavkom -er koji su potpuno pravilni i otvoreni primanju novih glagola, glagole s infinitivom na -ir i -iss- u prezentskoj osnovi koji su pravilni, ali neproduktivni te skupinu glagola raznih oblika koji doživljavaju specifične promjene, a broji oko 350 glagola.
Iako u pisanome jeziku postoje lični nastavci, u izgovoru su razlike prisutne, ali manje (samo se nastavci prvog i drugog lica množine uvijek izgovaraju). Stoga je u francuskome nužna upotreba osobnih zamjenica s glagolom.
Dodavanje nastavaka ponekad uzrokuje promjene osnove povezane s položajem naglaska u latinskome (podcrtan položaj naglaska: amat i amamus > aime i amons). Kod većine glagola preživjela je druga varijanta, ali iznimke postoje (primjerice, vient, ali venons).
Uz oblike naslijeđene iz latinskoga, francuski je razvio novi futur i kondicional, a nastala su i mnoga dodatna vremena i oblici dodavanjem pomoćnih glagola avoir 'imati' i être 'biti'.

## Leksik
Većina francuskog leksika potječe iz latinskoga kojim se govorilo u Galiji. Dio riječi može se povezati s keltskim starosjediocima i kasnijim franačkim osvajačima. Velik je izvor riječi latinski (i uz njega grčki) koji je tijekom vremena kontinuirano bio izvorom učenih riječi, ali i mnogih uobičajenijih. Ponekad se zna dogoditi da je latinska riječ koja je posuđena već postojala u francuskome: fragile 'lomljiv' posuđena je, ali potječe od iste latinske riječi kao naslijeđena frêle, obje od latinskog fragilem. Na moderni jezik najveći utjecaj ima engleski.
Procijenjuje se da najmanje 13 % francuskog jezika čine posuđenice (oko 4200 riječi). Većinom iz engleskog, talijanskog, staronjemačkog i drugih galoromanskih jezika.

## Vanjske poveznice
- Ethnologue (14th)
- Ethnologue (15th)